# 田中富美明
田中 富美明（たなか ふみあき、1961年3月10日 - ）は、日本の経営者。コナミデジタルエンタテインメント代表取締役社長や、コナミ最高執行責任者、コナミスポーツ&ライフ代表取締役社長、日本フィットネス産業協会会長等を歴任した。

## 人物・経歴
兵庫県出身。1981年大阪電子専門学校卒業、コナミ工業入社。1996年コナミ取締役。2000年コナミ専務執行役員AM事業本部長。2002年コナミスポーツライフ代表取締役会長。2005年コナミ専務執行役員日本担当。2006年からコナミデジタルエンタテインメント代表取締役執行役員社長兼経営本部長兼IT本部長を務め、ソーシャルゲーム化への対応などを進めた。2007年コナミ専務執行役員。2009年コナミ執行役員副社長、コナミスポーツ&ライフ代表取締役社長。2011年コナミ最高執行責任者。2014年コナミホールディングス取締役四事業本部長。この間、日本フィットネス産業協会会長なども務めた。
2017年コナミホールディングス取締役任期満了退任。コナミ創業者 上月景正会長の娘婿。愛読書はS・ローゼンバウム著『キュレーション』。